# Renate Garisch-Culmberger
Renate Garisch-Culmberger (poročena Boy), nemška atletinja, * 24. januar 1939, Pillau, Nemčija, † 5. januar 2023.
Nastopila je na poletnih olimpijskih igrah v letih 1960, 1964 in 1968, leta 1964 je osvojila naslov olimpijske podprvakinje v suvanju krogle, leta 1968 peto, leta 1960 pa šesto mesto. Na evropskih prvenstvih je osvojila prav tako srebrno medaljo leta 1962. 